# Vestiges of the Natural History of Creation
Vestiges of the Natural History of Creation és una obra especulativa sobre la història natural i la filosofia que va ser publicada per primera vegada a Anglaterra l'any 1844. El seu autor va ser Robert Chambers malgrat que en l'edició feta no apareix cap nom d'autor (és a dir és anònima). Aporta de manera accessible per al gran públic diverses teories científiques d'aquella època com són l'evolució estel·lar (stellar evolution) i la progressiva transmutació de les espècies.
Vestiges inicialment va ser ben rebuda per la societat victoriana d'aquella època i va esdevenir un bestseller internacional, tanmateix els seus temes n o ortodoxes entraven en contradicció amb la teologia natural que estava de moda en aquella època i no van agradar al clergat i després tampoc pels científics que van trobar-hi les deficiències pròpies del fet d'haver estat escrites per un afeccionat. Les idees dins d'aquest llibre van ser afavorides Radicals, però van romandre populars entre el gran públic. El Prince Albert la va llegir per a la Reina Victoria l'any 1845. Vestiges causà un abans i un després en l'opinió popular i segons va dir Charles Darwin, van preparar la mentalitat de la gent per a les teories de l'evolució mitjançant la selecció natural que ell va presentar posteriorment amb la publicació d'On the Origin of Species el 1859.
Va ser a la dotzena edició de 1884 quan finalment es va conèixer que l'autor era el periodista escocès Robert Chambers, qui l'havia escrit a St Andrews entre 1841 i 1844 mentre es recuperava d'una malaltia psiquiàtrica. Originàriament, Chambers havia proposat com a títol, The Natural History of Creation, però uns amics seus el van persuadir que revisés aquest títol en deferència al geòleg escocès James Hutton, qui havia remarcat el temps profund amb, literalment: "no vestige of a beginning, no prospect of an end". Part de la inspiració per a fer aquest llibre deriva de l'Edinburgh Phrenological Society la influència materialista de la qual arriba al climax entre 1825 i 1840. George Combe, líder del pensament frenològic que havia publicat el seu The Constitution of Man l'any 1828. Chambers estava estretament involucrat amb els associats de Combe, William A.F. Browne i Hewett Cottrell Watson. Chambers morí l'any 1871 i va ser enterrat als soterranis de la St Andrews Cathedral, dins l'antiga capella de St Regulus.

## Publicació
Aquest llibre va ser publicat per John Spriggs Morss Churchill a Londres. Es van prendre grans mesures per assegurar el secret de l'autoria de Churchill.

## Contingut

Diagrama de la primera edició que mostra un model del desenvolupament on: Fish (F), reptils (R), i birds (B) representen les branques d'un camí que porta als mammals (M).

Aquest llibre comença explicant els orígens del sistema solar utilitzant la hipòtesi nebular en termes de la llei natural. També explica l'origen de la vida mitjançant la generació espontània i en cita alguns experiments qüestionables sobre la generació d'insectes a través de l'electricitat. Fa menció a la geologia i a la progressió en el registre fòssil des dels organismes simples als més complexos culminant en l'home blanc europeu (caucasià) que identifica com el pinacle d'aquest procés per sobre de les altres races humanes i la resta del Regne Animal. També diu que el raonament humà és un avançat pas evolutiu .
També conté diversos comentaris que són similars al debat modern sobre el disseny intel·ligent. L'autor creu que un déu actiu és innecessari.

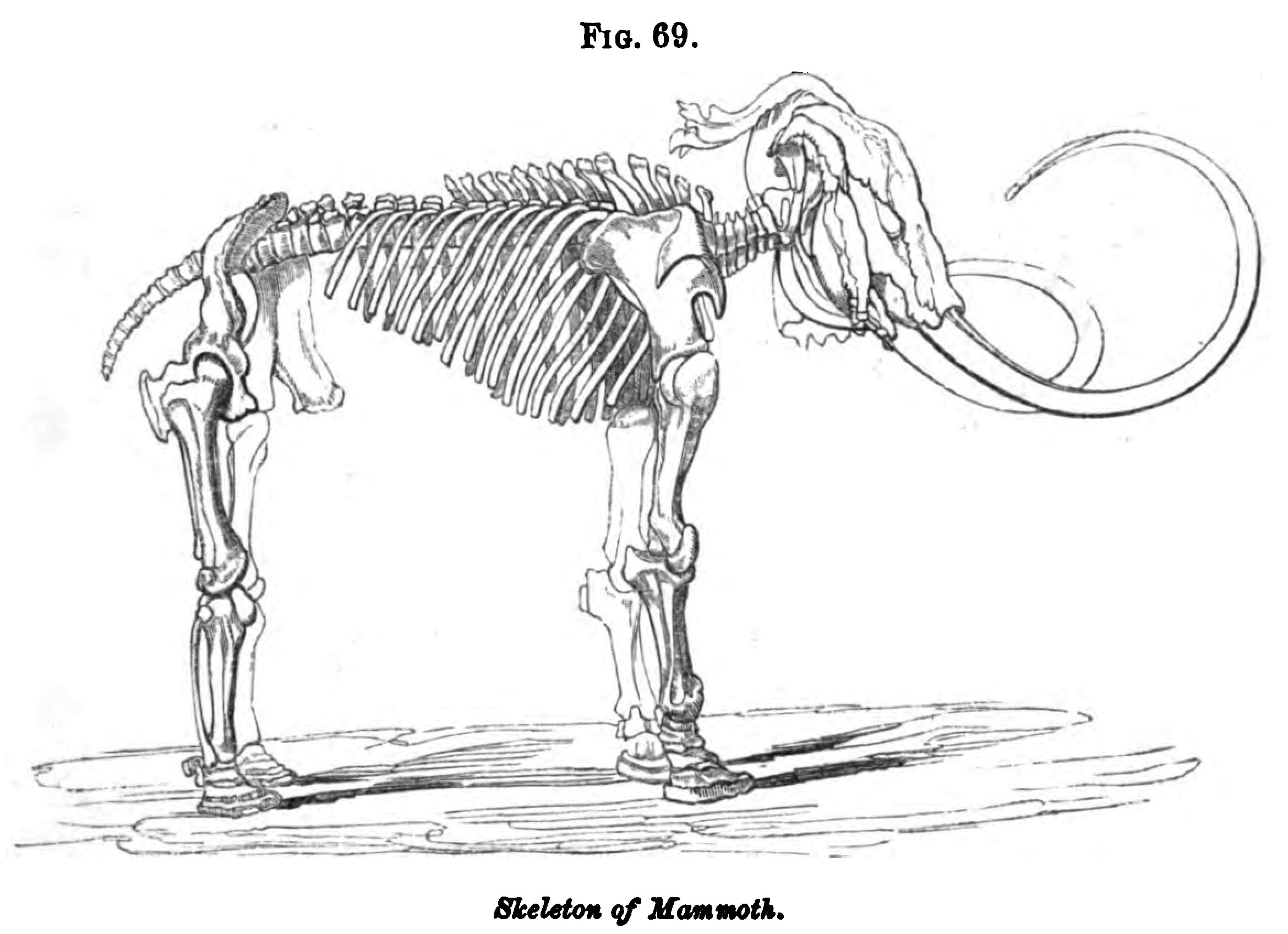
Esquelet d'un mamut extint, una de les centenars il·lustracions de la 10a edició de Vestiges publicada el 1853.

## Vestigesi Lamarck
Aquest llibre aposta per un punt de vista evolutiu de la vida amb el mateix esperit que Jean-Baptiste Lamarck. Les idees evolucionistes de Lamarck havien estat desacreditades entre els intel·lectuals en la dècada de 1840 i aquestes teories evolucionistes només eren populars entre els políticament radicals, els materialistes i els ateus. Charles Lyell havia criticat les idees de Lamarck en la segona edició del seu llibre Principles of Geology. Chambers, tanmateix, va posar distància entre les seves idees i les de Lamarck i va negar que el mecanisme evolutiu de Lamarck fos plausible.

## Recepció

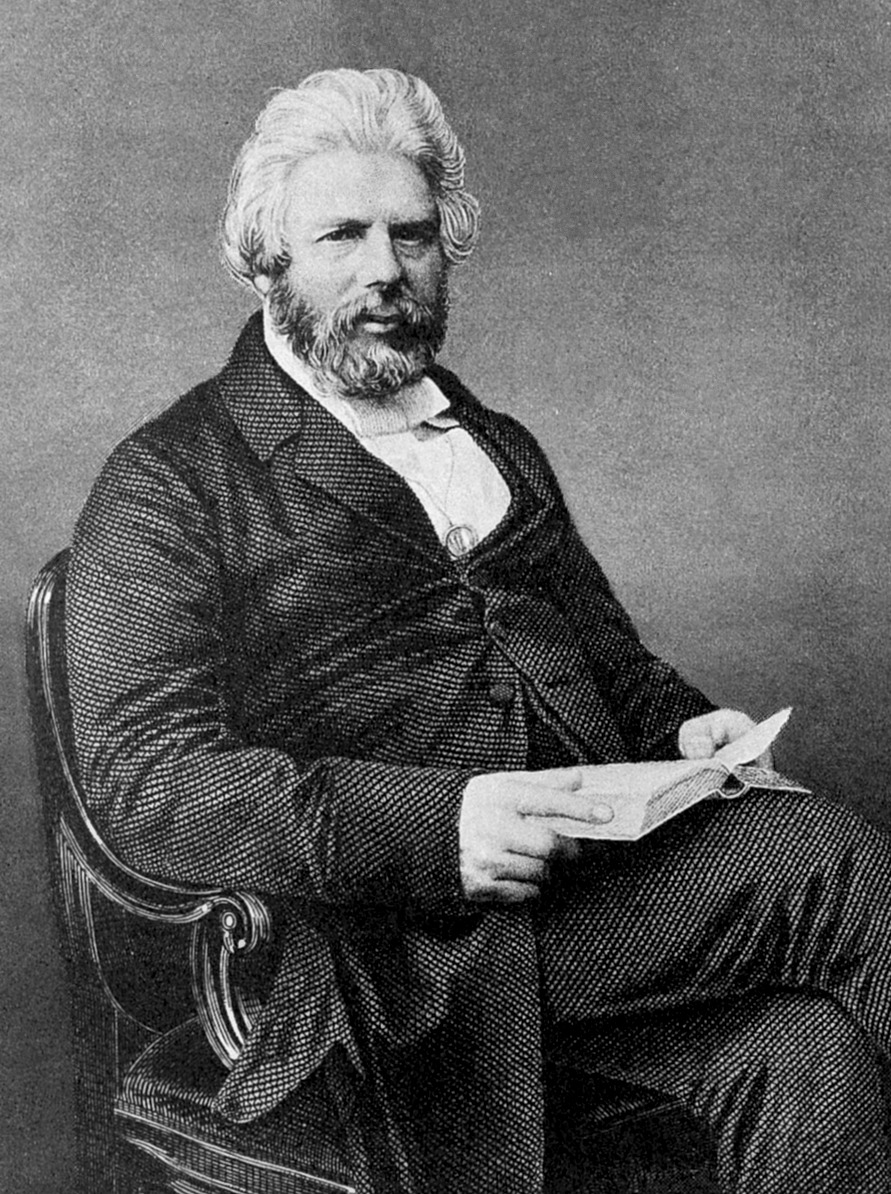
Robert Chambers, l'autor anònim de Vestiges

El llibre va ser llegit per la reina Victòria i també va ser ben rebut pels lectors de la classe mitjana i el clergues no ortodoxes, especialment els grups Nonconformistes com els Unitarians. De primer, els científics van ignorar aquest llibre i Sir David Brewster, el va criticar durament, especialment en l'aspecte de la religió, en un article seu publicat al North British Review.
Des del voltant de l'any 1800, les idees d'evolucionisme havien estat denunciades com a exemple de perillós materialisme, que destruïa la teologia natural i l'argument teològic del disseny, que amenaçava la moral i l'ordre social.
Chambers donava suport als interessos polítics de la classe mitjana i va veure lleis de progrés en la natura que implicaven un progrés polític inevitable 
L'‘’establishment’’ podria haver tolerat una llei predissenyada de la creació, però els Vestiges presentava una llei progressiva amb la humanitat com a objectiu i incloïa arguments sobre que les facultats mentals i morals no es presentaven només en els humans sinó que eren el resultat de l'expansió de la mida del cervell durant l'evolució